# Bruxelles-Ingooigem 1962
La Bruxelles-Ingooigem 1962, quindicesima edizione della corsa, si svolse il 13 giugno su un percorso di 205 km, con partenza da Bruxelles e arrivo a Ingooigem. Fu vinta dal belga Benoni Beheyt della squadra Wiel's-Groene Leeuw davanti ai connazionali Gilbert Desmet e Jef Planckaert.

## Ordine d'arrivo (Top 10)
| Pos. | Corridore             | Squadra                           | Tempo    |
| ---- | --------------------- | --------------------------------- | -------- |
| 1    | Benoni Beheyt         | Wiel's-Groene Leeuw               | 4h48'00" |
| 2    | Gilbert Desmet        | Wiel's-Groene Leeuw               | s.t.     |
| 3    | Jef Planckaert        | Flandria-Faema                    | a 2'45"  |
| 4    | Henri De Wolf         | Gitane-Leroux-Dunlop-R. Geminiani | a 3'04"  |
| 5    | Gabriel Borra         | Flandria-Faema                    | a 3'20"  |
| 6    | Lucien Demunster      | Solo-Van Steenbergen              |          |
| 7    | Nicolas Lapage        | Libertas                          |          |
| 8    | Roger Coppens         | Solo-Van Steenbergen              |          |
| 9    | Romain Van Wynsberghe | Bertin                            |          |
| 10   | Dick Groeneweg        | Libertas                          |          |